# Rychlobruslení na Zimní univerziádě 2013
Závody v rychlobruslení na Zimní univerziádě 2013 v provincii Trento v Itálii proběhly ve dnech 13.–19. prosince 2013 na otevřené dráze  Ice Rink Piné v obci Baselga di Piné.

## Medailové pořadí zemí
| Pořadí | Země             | Zlato | Stříbro | Bronz | Celkem |
| ------ | ---------------- | ----- | ------- | ----- | ------ |
| 1.     | Jižní Korea      | 4     | 5       | 6     | 15     |
| 2.     | Polsko           | 2     | 2       | 0     | 4      |
| 3.     | Japonsko         | 2     | 1       | 0     | 3      |
| 4.     | Česko            | 2     | 0       | 0     | 2      |
| 5.     | Itálie           | 1     | 2       | 2     | 5      |
| 6.     | Nizozemsko       | 1     | 0       | 0     | 1      |
| 7.     | Rusko            | 0     | 2       | 3     | 5      |
| 8.     | Čínská Tchaj-pej | 0     | 0       | 1     | 1      |
|        | Celkem           | 12    | 12      | 12    | 36     |

## Muži

### 500 metrů
Závodu se zúčastnilo 30 závodníků.
| Pořadí           | Jméno               | Země        | Čas 1       | Čas 2       | Celkový čas |
| ---------------- | ------------------- | ----------- | ----------- | ----------- | ----------- |
| Zlatá medaile    | Cubasa Hasegawa     | Japonsko    | 35,37 (1.)  | 35,63 (1.)  | 71,000      |
| Stříbrná medaile | Mirko Giacomo Nenzi | Itálie      | 35,45 (2.)  | 35,80 (3.)  | 71,250      |
| Bronzová medaile | Kim Song-kju        | Jižní Korea | 35,67 (3.)  | 35,69 (2.)  | 71,360      |
| 4.               | Mu Čung-šeng        | Čína        | 35,68 (5.)  | 35,91 (4.)  | 71,600      |
| 5.               | Kim Tche-jun        | Jižní Korea | 35,67 (3.)  | 36,11 (5.)  | 71,780      |
|                  |                     |             |             |             |             |
| 24.              | Zdeněk Haselberger  | Česko       | 39,30 (27.) | 38,92 (24.) | 78,220      |

### 1000 metrů
Závodu se zúčastnilo 37 závodníků.
| Pořadí           | Jméno               | Země             | Čas     |
| ---------------- | ------------------- | ---------------- | ------- |
| Zlatá medaile    | Mirko Giacomo Nenzi | Itálie           | 1:09,32 |
| Stříbrná medaile | Jan Szymański       | Polsko           | 1:10,30 |
| Bronzová medaile | Sung Ťing-jang      | Čínská Tchaj-pej | 1:10,64 |
| 4.               | Kim Tche-jun        | Jižní Korea      | 1:10,90 |
| 5.               | Tchien Kuo-ťün      | Čína             | 1:10,96 |
|                  |                     |                  |         |
| 31.              | Zdeněk Haselberger  | Česko            | 1:16,50 |

### 1500 metrů
Závodu se zúčastnilo 37 závodníků.
| Pořadí           | Jméno               | Země        | Čas     |
| ---------------- | ------------------- | ----------- | ------- |
| Zlatá medaile    | Jan Szymański       | Polsko      | 1:47,80 |
| Stříbrná medaile | Mirko Giacomo Nenzi | Itálie      | 1:48,54 |
| Bronzová medaile | Ču Hjong-čun        | Jižní Korea | 1:48,74 |
| 4.               | Alexej Suvorov      | Rusko       | 1:49,43 |
| 5.               | Kim Čchol-min       | Jižní Korea | 1:49,56 |
|                  |                     |             |         |
| 29.              | Zdeněk Haselberger  | Česko       | 1:59,06 |

### 5000 metrů
Závodu se zúčastnilo 24 závodníků.
| Pořadí           | Jméno             | Země        | Čas     |
| ---------------- | ----------------- | ----------- | ------- |
| Zlatá medaile    | Jan Szymański     | Polsko      | 6:32,47 |
| Stříbrná medaile | Jevgenij Serjajev | Rusko       | 6:34,10 |
| Bronzová medaile | I Čin-jong        | Jižní Korea | 6:37,26 |
| 4.               | Pim Cazemier      | Nizozemsko  | 6:39,53 |
| 5.               | Kim Čchol-min     | Jižní Korea | 6:40,38 |

### 10 000 metrů
Závodu se zúčastnilo 16 závodníků.
| Pořadí           | Jméno                  | Země        | Čas      |
| ---------------- | ---------------------- | ----------- | -------- |
| Zlatá medaile    | Pim Cazemier           | Nizozemsko  | 13:44,19 |
| Stříbrná medaile | I Čin-jong             | Jižní Korea | 13:48,32 |
| Bronzová medaile | Jevgenij Serjajev      | Rusko       | 13:50,72 |
| 4.               | Kim Čchol-min          | Jižní Korea | 13:52,49 |
| 5.               | Sebastian Druszkiewicz | Polsko      | 13:58,86 |

### Stíhací závod družstev
Závodu se zúčastnilo 8 družstev.
| Pořadí           | Země                                                        | Finále | Čas ve finále |
| ---------------- | ----------------------------------------------------------- | ------ | ------------- |
| Zlatá medaile    | Jižní Korea Ču Hjong-čun, Kim Čchol-min, Ko Pjong-uk        | A      | 3:48,81       |
| Stříbrná medaile | Rusko Dmitrij Fedotov, Kirill Golubjev, Jevgenij Serjajev   | A      | 3:57,96       |
| Bronzová medaile | Itálie Jan Daldossi, Andrea Giovannini, Mirko Giacomo Nenzi | B      | 3:53,34       |
| 4.               | Japonsko Džunja Miwa, Arata Ogawa, Tomoja Watanabe          | B      | 3:56,18       |

## Ženy

### 500 metrů
Závodu se zúčastnilo 25 závodnic.
| Pořadí           | Jméno               | Země        | Čas 1      | Čas 2      | Celkový čas |
| ---------------- | ------------------- | ----------- | ---------- | ---------- | ----------- |
| Zlatá medaile    | Kim Hjon-jong       | Jižní Korea | 39,81 (2.) | 39,22 (1.) | 79,030      |
| Stříbrná medaile | Pak Sung-ču         | Jižní Korea | 39,88 (3.) | 39,29 (2.) | 79,170      |
| Bronzová medaile | An Či-min           | Jižní Korea | 39,98 (4.) | 39,46 (3.) | 79,450      |
| 4.               | Angelina Golikovová | Rusko       | 40,00 (5.) | 39,48 (4.) | 79,480      |
| 5.               | Julija Kozyrevová   | Rusko       | 40,10 (6.) | 40,06 (6.) | 80,160      |

### 1000 metrů
Závodu se zúčastnilo 25 závodnic.
| Pořadí           | Jméno                  | Země        | Čas     |
| ---------------- | ---------------------- | ----------- | ------- |
| Zlatá medaile    | Miho Takagiová         | Japonsko    | 1:19,58 |
| Stříbrná medaile | Kim Hjon-jong          | Jižní Korea | 1:19,84 |
| Bronzová medaile | Angelina Golikovová    | Rusko       | 1:19,85 |
| 4.               | Pak Sung-ču            | Jižní Korea | 1:19,99 |
| 5.               | Jevgenija Dmitrijevová | Rusko       | 1:20,63 |

### 1500 metrů
Závodu se zúčastnilo 29 závodnic.
| Pořadí           | Jméno                  | Země        | Čas     |
| ---------------- | ---------------------- | ----------- | ------- |
| Zlatá medaile    | Kim Po-rum             | Jižní Korea | 2:02,19 |
| Stříbrná medaile | Natalia Czerwonková    | Polsko      | 2:02,33 |
| Bronzová medaile | Jevgenija Dmitrijevová | Rusko       | 2:03,81 |
| 4.               | Miho Takagiová         | Japonsko    | 2:04,02 |
| 5.               | Jang Sin-jong          | Jižní Korea | 2:05,10 |

### 3000 metrů
Závodu se zúčastnilo 21 závodnic.
| Pořadí           | Jméno                    | Země        | Čas     |
| ---------------- | ------------------------ | ----------- | ------- |
| Zlatá medaile    | Martina Sáblíková        | Česko       | 4:13,72 |
| Stříbrná medaile | Kim Po-rum               | Jižní Korea | 4:17,27 |
| Bronzová medaile | Pak To-jong              | Jižní Korea | 4:19,05 |
| 4.               | Natalia Czerwonková      | Polsko      | 4:19,50 |
| 5.               | Francesca Lollobrigidová | Itálie      | 4:21,65 |

### 5000 metrů
Závodu se zúčastnilo 15 závodnic.
| Pořadí           | Jméno                    | Země        | Čas     |
| ---------------- | ------------------------ | ----------- | ------- |
| Zlatá medaile    | Martina Sáblíková        | Česko       | 7:05,17 |
| Stříbrná medaile | Kim Po-rum               | Jižní Korea | 7:17,82 |
| Bronzová medaile | Pak To-jong              | Jižní Korea | 7:26,58 |
| 4.               | Francesca Lollobrigidová | Itálie      | 7:28,28 |
| 5.               | Nana Takahašiová         | Japonsko    | 7:31,41 |

### Stíhací závod družstev
Závodu se zúčastnilo 7 družstev.
| Pořadí           | Země                                                                          | Finále | Čas ve finále |
| ---------------- | ----------------------------------------------------------------------------- | ------ | ------------- |
| Zlatá medaile    | Jižní Korea Kim Po-rum, Pak To-jong, Jang Sin-jong                            | A      | 3:06,53       |
| Stříbrná medaile | Japonsko Juka Abeová, Činacu Nagajová, Nana Takahašiová                       | A      | 3:57,96       |
| Bronzová medaile | Itálie Francesca Bettroneová, Francesca Lollobrigidová, Giulia Lollobrigidová | B      | 3:13,07       |
| 4.               | Norsko Camilla Farestveitová, Anne Gulbrandsenová, Frida van Megenová         | B      | 3:14,40       |